# Oleg Bołtin
Oleg Bołtin (ros. Олег Болтин; ur: 10 lutego 1993) – kazachski zapaśnik walczący w stylu wolnym. Zajął piąte miejsce na mistrzostwach świata w 2021 i 2022. Ósmy na igrzyskach azjatyckich w 2018. Mistrz Azji w 2021. Czternasty na igrzyskach wojskowych w 2019. Siódmy w Pucharze Świata w 2018. Wicemistrz Azji juniorów w 2013 i trzeci w 2012 roku.
Absolwent Yamanashi Gakuin University w Kōfu.